# Болен Дойчин
Болен Дойчин (на сръбски: Болани Дојчин или Bolani Dojčin) е юнак от старинните български и сръбски юнашки песни, който живее в Солун и макар и болен, погубва Черен арапин и спасява населението.
Не е установено дали зад него се крие историческа личност. През XX век в Солун все още са съществували предания за Болен Дойчин, показвали са къщата му под Чауш манастир и гроба му на площад Масър чаршия. До 1912 година българите в града всяка година са правели помен за него в градската градина Бешчинар, където според легендата в дънера на един грамаден явор се е намирал гробът на убития черен арапин. Името на българското село Араплия, разположено близо до Солун в северна посока, се е свързвало с двубоя между Дойчин и Арапина.

## Сюжет
Запазени са редица песни за Болен Дойчин. Всички се изграждат върху един основен сюжет, с някои разлики в отделните варианти. Дойчин лежи болен вече девет години, когато в града се появява черен арапин, на когото всеки ден населението трябва да дава по една ялова крава, фурна хляб, бъчва ракия, вино, а всяка нощ – по една малка мома, която той люби и убива. Идва ред на Дойчиновата сестра и тогава той разбира за арапина. Макар че е тежко болен, макар че предишните му побратими отказват да го подкрепят (налбантинът – да му подкове коня, ножарят – да му наточи сабята и т.н.) и дори обиждат сестра му с предложения, той събира сили за усилие, което ще му струва живота. Увит от сестра си в платно, което да придържа тялото му, той убива черния арапин, предизвиквайки възхитата на всички. После погубва и неверните си побратими, обидили сестра му. Прибирайки се у дома, Дойчин умира.
В сюжета се открива широко разпространеният още от древността мотив за чудовището (ламя, хала, змей и т.н.), за което хората трябва да жертват по една девойка, и за юнака (античен герой или християнски светия – свети Георги или друг), който го убива. В песните за Болен Дойчин обаче мотивът е минал през сериозни изменения.
Разликите във вариантите на песента засягат подробностите в отделните епизоди, но понякога и действащите лица: някъде се появяват майката и жената на Дойчин (която понякога е невярна, но другаде е смела вярна съпруга). Отклоненията водят към варианти, отдалечени твърде много от първообраза.

## Записи
Един от първите записи е направен от Вук Караджич в Срем от босненски търговец (1815). Български вариант е публикуван в 1842 година от Иван Богоров; той не отбелязва мястото на записа, но вероятно е от Централна България, може би от района на родното му Карлово. Не се знае дали това е най-рано записаният български вариант, тъй като в ръкописната сбирка с народни песни на Васил Априлов от 40-те години на ХІХ век също има запис. Братя Миладинови публикуват три варианта на песента в сборника си „Български народни песни“, издаден през 1861 г., Исая Мажовски – в своите „Вѫзпоминания“ (1922), публикации има и в Сборника за народни умотворения, наука и книжнина (кн. 43) и другаде. Към 2015 година са известни 156 песенни записа, 6 в проза, както и компилации. Според сегашните държавни граници от тях 121 са от територията на България, 28 – от днешна Северна Македония, 9 – от Гърция и единични – от други държави.
Румънският учен Адриан Фоки обобщава, че песента се е появила в българската епическа традиция и очертава две възможни траектории на нейното разпространение на Балканите: 1. от Западна България и Македония към сърбохърватския ареал, а оттам към Албания; 2. от Северна и Североизточна България към Румъния.